# Adresní řádek
Adresní řádek, též panel Adresa je v informatice textové pole, prvek grafického rozhraní webového prohlížeče nebo správce souborů, který slouží ke zobrazení a zadávání webové adresy URL. Tato adresa popisuje umístění zdroje informací, které se v prohlížeči nebo správci zobrazují.

## Funkce
- Většina adresních řádků nabízí seznam návrhů na dokončení v průběhu psaní adresy. Automatické dokončování je založeno na historii prohlížeče. Prohlížeče mají klávesové zkratky pro automatické dokončení adresy, které jsou nastavené uživatelem.
- Pro webové stránky, které používají favicon (malá ikona, která reprezentuje webové stránky), se v adresním řádku zobrazuje malá ikona.
- Adresní řádek může být použit ke sdělení stavu zabezpečení webové stránky. Různé barvy a ikona visacího zámku ukazují, jestli je stránka šifrována a jak důvěryhodná je komunikace.
- V prohlížečích (Opera) a nyní jako novinka v operačních systémech (Windows 7), může adresní řádek fungovat jako indikátor průběhu, který označuje, kolik obsahu stránky bylo načteno, nebo kolik % souboru bylo staženo. Tento prvek byl nejprve představen v prohlížeči Safari, ale aktuální verze tohoto prohlížeče jej již nepoužívají.
- Adresní řádek může být použit k odhalení RSS kanálů, které slouží k odběru novinek z webu. Běžně je označen RSS ikonou .
- V prohlížečích, které umožňují instalaci rozšíření, se zde mohou objevovat další ikony příslušných nástrojů.
- Ve většině novějších prohlížečů funguje adresní řádek jako vyhledávací pole pro rychlé vyhledávání, které vloží zadané fráze nebo kombinace písmen do výchozího nebo uživatelem nastaveného vyhledávače. V tomto případě také funguje seznam návrhů i automatické dokončování.

## Využití
V následující části jsou srovnávány ovládací prvky adresního řádku na několika známých webových prohlížečích.

### Firefox

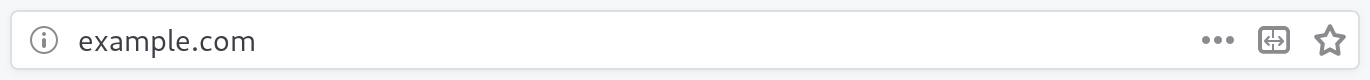
Adresní řádek prohlížeče Mozilla Firefox při návštěvě nezabezpečeného webu

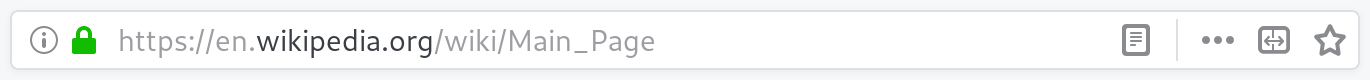
Adresní řádek prohlížeče Mozilla Firefox při návštěvě zabezpečeného webu

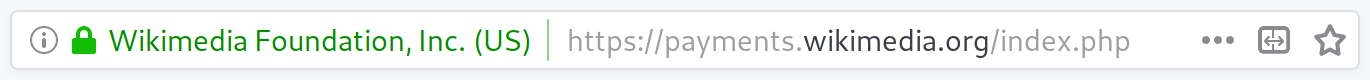
Adresní řádek prohlížeče Mozilla Firefox při návštěvě zabezpečeného webu používajícího certifikát s rozšířeným ověřením (EV)

### Opera

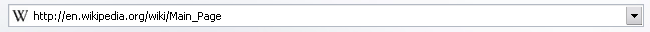
Adresní řádek prohlížeče Opera 9 při návštěvě Wikipedie

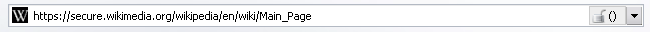
Adresní řádek prohlížeče Opera 9 při návštěvě zabezpečené verze Wikipedie

### Safari

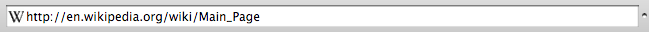
Adresní řádek prohlížeče Safari 3 při návštěvě Wikipedie

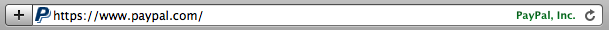
Adresní řádek prohlížeče Safari 4 při návštěvě Paypalu, který používá SSL